# PPSch-41
Die PPSch (ППШ – ausgesprochen als pe-pe-scha, kurz für Pistolet-Pulemjot Schpagina, russisch Пистолет-пулемёт Шпагина) oder auch PPScha ist eine sowjetische Maschinenpistole. Die von Georgi Semjonowitsch Schpagin entwickelte Waffe war für Einzel- und Dauerfeuer eingerichtet. Die PPSch-41 verwendet die gleichen Flaschenhalspatronen 7,62 × 25 mm TT wie die Tokarew-Pistole und die Maschinenpistolen PPD-40 und PPS-43.

## Geschichte
Das erste Modell wurde 1940 gebaut und zusammen mit anderen Entwürfen im gleichen Jahr getestet. Dabei wurden die Waffen in Neigungswinkeln von 85°, mit künstlich verstaubten Magazinen und ungeschmiert (dafür waren die Einzelteile entfettet worden) abgefeuert. Zusätzlich wurden 5000 Schuss abgegeben, ohne die Waffe zu reinigen.
Als die am meisten zufriedenstellende Waffe wurde die PPSch am 21. Dezember 1940 als 7,62-mm-Pistolet-Pulemjot Schpagina obrasza 1941 goda (kyrillisch: 7,62 мм пистолет-пулемет Шпагина образца 1941 года – 7,62-mm-Maschinenpistole Schpagins, Modell 1941) in der Roten Armee eingeführt.
Die Lebensdauer der Maschinenpistole wird mit 30.000 Schuss angegeben, wobei die Waffe auch danach eine vernünftige Präzision und Zuverlässigkeit aufweist.
Zur Zeit der Entstehung der PPSch-41 war das Blechprägeverfahren nicht sehr verbreitet, dennoch wurden viele Teile der Waffe mittels Prägetechnik (Gesenkbiegen) hergestellt. Insgesamt besteht die PPSch-41 aus 87 Einzelteilen, zu deren Bearbeitung etwa 5,6 Stunden benötigt wurden. Da die Einzelteile nicht mehr aus Vollmaterial gefräst, sondern im Prägeverfahren aus Stahlblechen von 2 bis 5 Millimetern Stärke gefertigt wurden, konnte auf diese Weise Material gespart und die Herstellungskosten gesenkt werden. Die PPSch-MPi hat lediglich zwei Gewindeverbindungen. Ihre Fertigung war unkompliziert, so dass die Waffe nicht nur in Rüstungsfabriken, sondern auch in vielen kleineren metallverarbeitenden Betrieben hergestellt werden konnte. Die am aufwendigsten herzustellenden Teile waren der Lauf und das unverändert von dem Vorgängermodell PPD-40 übernommene Trommelmagazin. Bis Ende 1941 wurden 92.000 PPSch-41 gefertigt, 1942 1,5 Millionen und bis zum Ende des Zweiten Weltkriegs 1945 etwa 5,4 Millionen Exemplare.

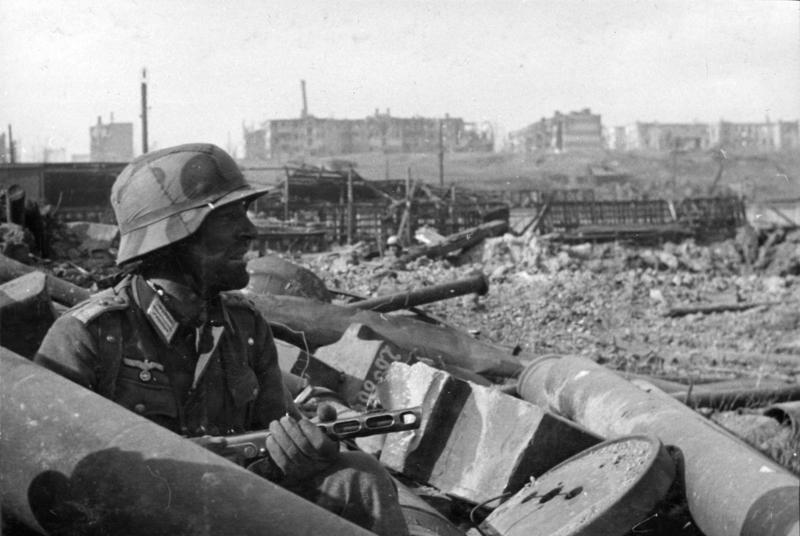
Wehrmachtssoldat mit erbeuteter PPSch-41 während der Schlacht von Stalingrad, 1942

Durch die Produktion der PPSch-41 in solch riesigen Stückzahlen war es möglich, ganze Bataillone mit dieser Waffe auszurüsten. Das hatte den Vorteil, dass angehende Soldaten nur an einer Waffe ausgebildet werden mussten. Die Maschinenpistole PPSch-41 war nicht nur in der Roten Armee beliebt, sondern auch als Beutewaffe in der deutschen Wehrmacht. Viele erbeutete PPSch-41 wurden deshalb nicht an die offiziellen Beutegutsammelstellen übergeben, sondern vor Ort weiterverwendet. Die ohne Veränderungen übernommene Waffe trug die Bezeichnung (Fremdgerätenummer) MP 717 (r). Die auf das deutsche Kaliber 9 × 19 mm umgebauten PPSch-41 hatten keine eigene Bezeichnung – sie wurden oft fälschlicherweise als MP41 bezeichnet, die tatsächliche MP41 wurde jedoch von Haenel gefertigt. Da die von der PPSch verwendete 7,62×25-mm-TT-Patrone mit der 7,63×25-mm-Mauserpatrone fast identisch und damit ein Vorläufer der 9 × 19 mm ist, musste zur Kaliberumstellung nur der Lauf ausgewechselt und das Magazinfenster zur Aufnahme der Magazine der deutschen MP 40 umgebaut werden. Eine rückwärtige Konvertierung war jederzeit möglich.
Insgesamt zählte die PPSch-41 zu den besten Maschinenpistolen ihrer Zeit. Ihre Vorteile waren schnelle und unkomplizierte Fertigung, einfache Zerlegung und Instandhaltung, effektive Reichweite sowie enorme Feuerkraft.

### Weiterentwicklungen
1942 wurde eine leichtere und kompaktere Waffe gesucht. Schpagin stellte eine überarbeitete Version seiner Maschinenpistole vor, die nur Dauerfeuer ermöglichte. Eine neue Sicherung blockierte den Ladehebel, indem sie den Ausschnitt im Systemkasten und das Hülsenauswurffenster verschloss. Die Holzschulterstütze konnte abgenommen und durch eine abklappbare aus Metall ersetzt werden. Schlechte Präzision, mangelnde Zuverlässigkeit und das kaum verringerte Gewicht dieses Modells führten dazu, dass Sudajews PPS-43 ausgewählt wurde.
Die PPSch-42 wurde vom Heereswaffenamt unter der Fremdgerätenummer MP 718 (r) geführt.
1945 baute Schpagin ein weiteres Modell. Die neue Waffe bestand gänzlich aus Metall und hatte eine zusammenklappbare, mehrgliedrige Schulterstütze. Das Modell 1945 hatte eine zusätzliche Sicherung und bekam wieder eine bis auf 500 Meter einstellbare Schiebekimme.

## Technik

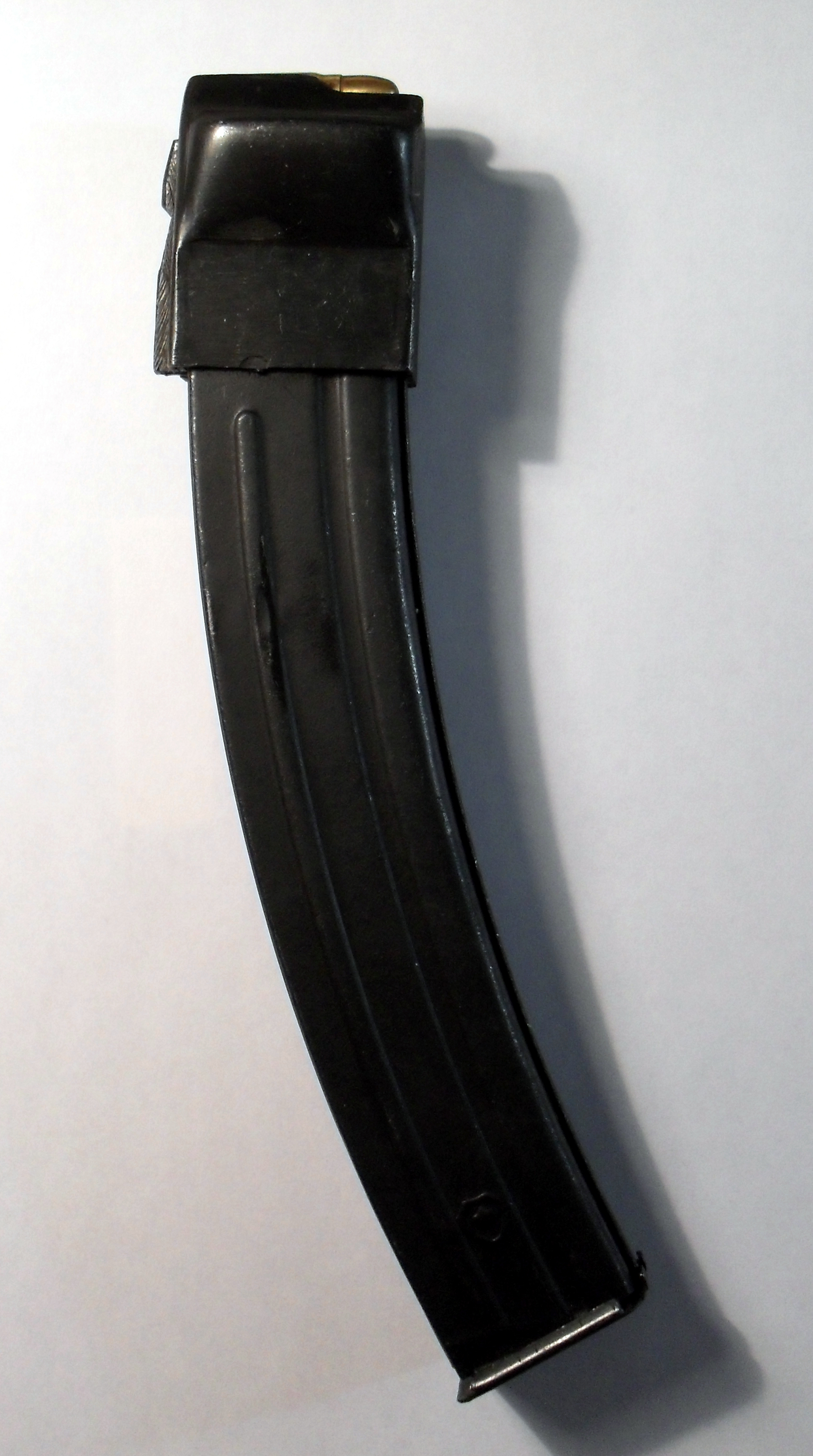
Kurvenmagazin

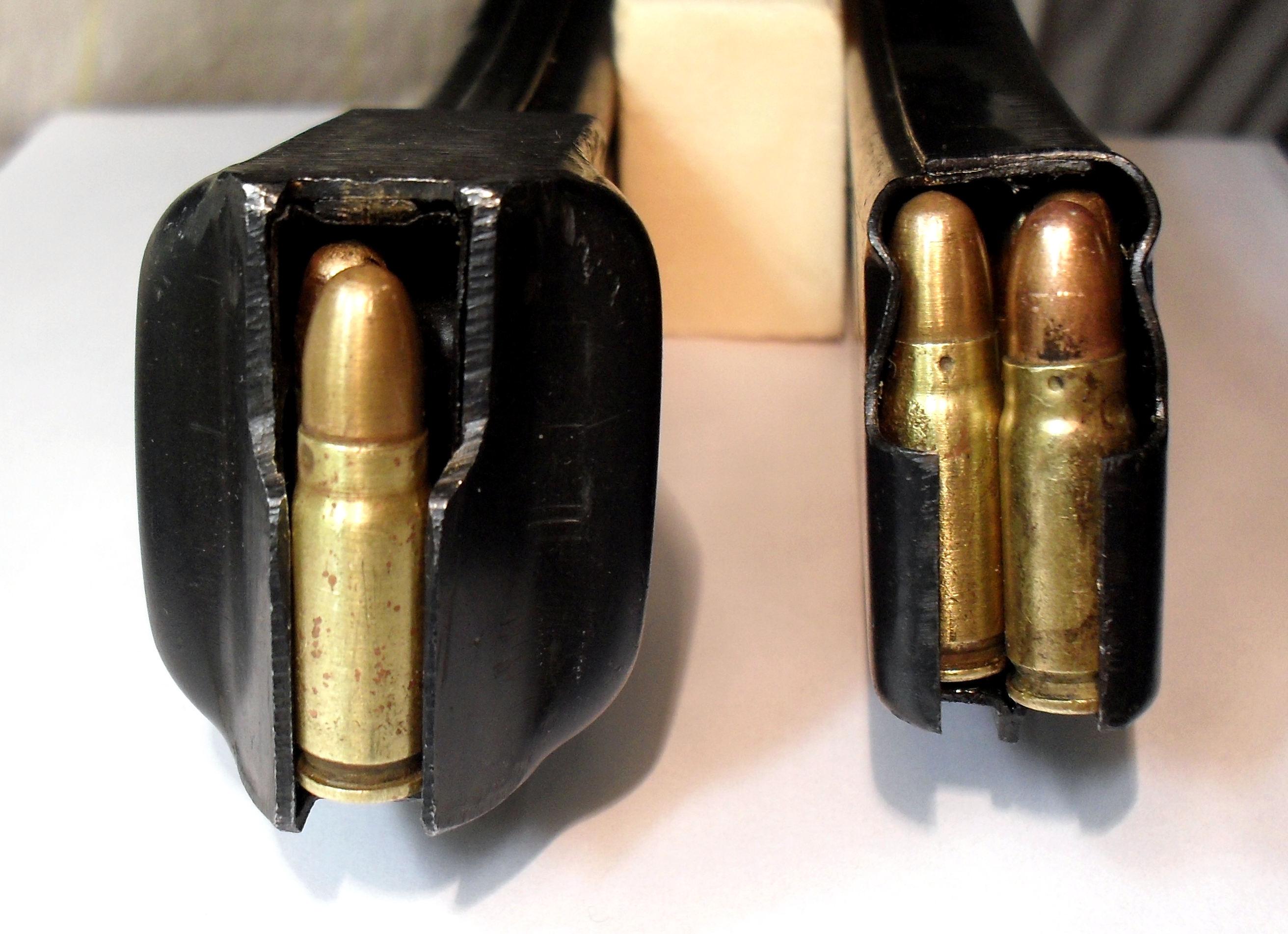
Kurvenmagazine im Vergleich – links PPScha-41, rechts PPS-43

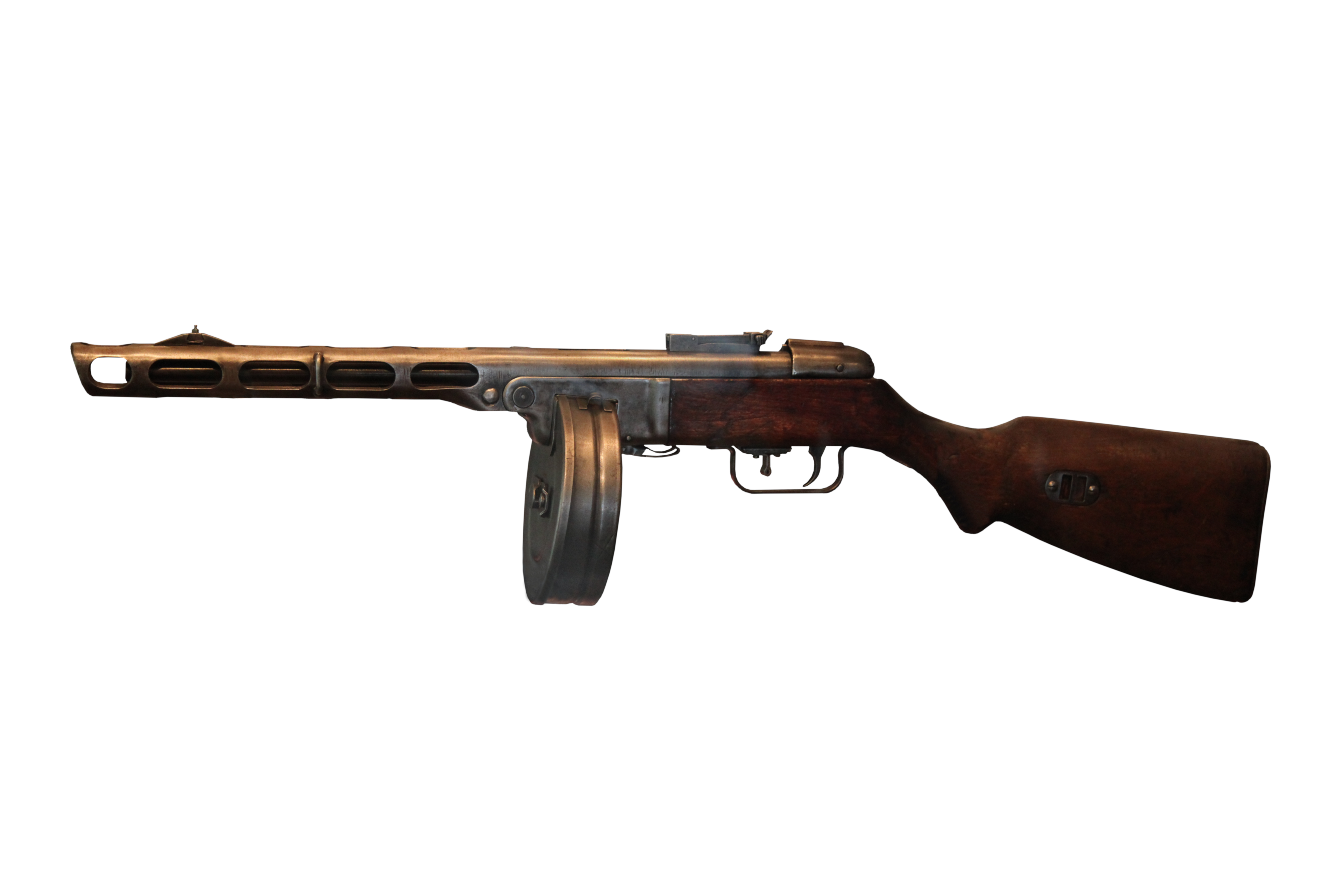
Frühes Modell mit Schiebevisier

Die PPSch-41 besteht aus zwei Hauptteilen, dem Lauf- und dem Systemkasten, die – ähnlich wie später das Sturmgewehr M16 – von einem Scharnier in der Mitte zusammengehalten werden. Der Laufmantel umschließt den Lauf und dient als Handschutz. Er hat mehrere Ausschnitte, die der Luftzirkulation und damit der Kühlung des Laufes dienen. Das Ende des Laufmantels ist bis auf ein Loch für das Projektil geschlossen und dient als Kompensator. Der Lauf endet kurz vor dem Laufmantel, beim Ausströmen drücken die Pulvergase von innen gegen die schräge Stirnfläche, entweichen zum Teil durch die Öffnung vor dem Korn nach oben und drücken dadurch die Mündung nach unten. Der Lauf kann herausgenommen und ersetzt werden.
Im Systemkasten ist der Verschluss zusammen mit der Abzugseinrichtung untergebracht. Die PPSch-41 ist ein Rückstoßlader mit Masseverschluss. Die Waffe ist zuschießend, was bedeutet, dass sich der Verschluss vor dem Schuss in der hinteren Stellung befindet. Beim Betätigen des Abzugs schnellt er unter dem Druck der Verschlussfeder nach vorn, holt eine Patrone aus dem Magazin und zündet diese, sobald sie ins Patronenlager eingeführt wurde. Da die vergleichsweise schwache Pistolenmunition keine starre Verriegelung erfordert, genügt die Massenträgheit des Verschlusses. Der Rücklauf des Verschlusses wird durch einen Puffer aus hartgekochtem Leder gebremst.
Der Feuerwahlschalter befindet sich unmittelbar vor dem Abzug. In seiner hinteren Stellung schießt die Waffe Einzelfeuer, in der vorderen Dauerfeuer. Wenn die Waffe gespannt ist, hält der Fanghebel den Verschluss in der hinteren Position. Wird der Abzug betätigt, drückt dieser den Fanghebel nach unten – der Verschluss wird befreit und der oben beschriebene Ablauf findet statt. Ist die Waffe auf Einzelfeuer eingestellt, betätigt der Verschluss bei seiner Vorwärtsbewegung einen zweiten Hebel, der den mit dem Fanghebel interagierenden Teil des Abzugs ins Abzugsinnere eindrückt und so die Verbindung zwischen Abzug und Fanghebel löst. Dadurch bewegt sich der Fanghebel wieder nach oben und fängt den Verschluss. Um ein weiteres Mal zu feuern, muss der Abzug losgelassen und erneut betätigt werden.
Bei Umstellung auf Dauerfeuer wird der Fanghebel die ganze Zeit durch den durchgedrückten Abzug unten gehalten, d. h. der Verschluss wird nicht gefangen und kann die nächste Patrone abfeuern.
Die Sicherung ist ein Schieber und befindet sich auf dem Ladehebel. Die Waffe kann sowohl in vorderer als auch in hinterer Position des Verschlusses gesichert werden.
Ursprünglich verwendete die PPSch-41 Trommelmagazine mit einer Kapazität von 71 Schuss. Die Munition befand sich in zwei Reihen von 39 und 32 Patronen. Um das Magazin zu laden, musste dessen Abdeckung abgenommen und die Spiralfeder aufgezogen werden. Danach wurde die Trommel aufmunitioniert und wieder geschlossen. Obwohl der Ladevorgang an sich nicht kompliziert war, benötigte er doch relativ viel Zeit. Zusätzlich waren Trommelmagazine schwer und unbequem und auch nicht besonders funktionssicher (die gleichen Probleme hatte die amerikanische Maschinenpistole Thompson A1, deren spätere Varianten ausschließlich Stangenmagazine fassen konnten). Aus diesem Grund wurde später ein Kurvenmagazin mit einer Kapazität von 35 Schuss eingeführt. Diese Magazine bestanden aus 0,5 Millimeter starkem Blech und konnten unter Kampfbedingungen verbogen werden. Das Problem wurde gelöst, indem 1 Millimeter starkes Blech verwendet wurde.
Die früheren Modelle hatten eine Visierung mit einer Schiebekimme, wie sie damals bei Gewehren üblich war. Die Einstellung reichte bis 500 Meter und wurde in Schritten von je 50 Metern vorgenommen. Die Erfahrung zeigte jedoch, dass solche Entfernungen unrealistisch waren und das Visier deswegen unnötig kompliziert war. Daher wurde die Schiebekimme durch eine einfachere Klappkimme ersetzt, die nur zwei Einstellungen – 100 und 200 Meter – ermöglichte; zudem mussten jetzt sieben Teile weniger gefertigt werden.

## Wichtige ehemalige Nutzerstaaten
- Volksrepublik China: Ab 1950 Nachbau ohne Lizenz als Modell 50
- DDR: Teil der Erstausstattung der KVP/NVA als MPi 41
- Deutsches Reich: Nutzung von erbeuteten sowjetischen Exemplaren als 7,62 mm MP 716(r) bzw. als 7,62 mm MP 717(r)

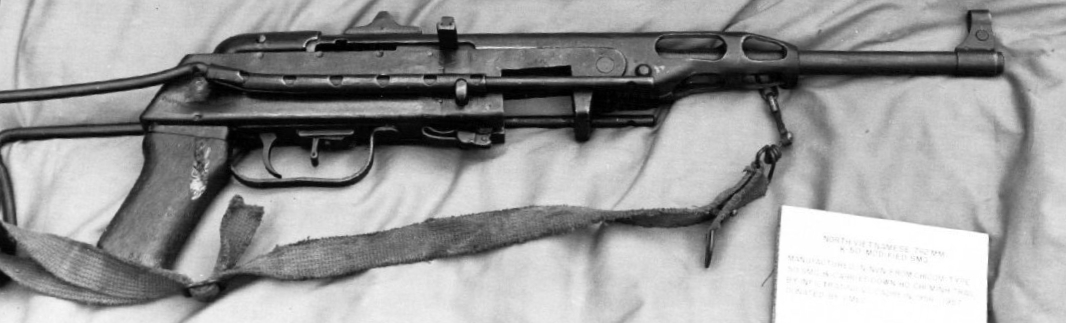
Vietnamesische K50M

- Finnland: Nutzung von erbeuteten Exemplaren aus dem Fortsetzungskrieg
- Iran: Lizenzfertigung während des Zweiten Weltkrieges
- Jugoslawien: Stark veränderter Nachbau als Zastava M49 und Modell 49/57; Der Verschluss wurde nach dem Vorbild der Beretta Modell 38 geändert. Nur 35-Schuss-Kurvenmagazine, Laufmantel mit kreisförmigen Kühlöffnungen.
- Nordkorea: Ab 1955 Lizenzbau als Modell 49; zunächst originalgetreu gefertigt, später geringe Änderungen, u. a. am Visier
- Österreich: Teil der Erstausstattung des Bundesheeres als MP 41
- Sowjetunion: 1942 bei der Roten Armee eingeführt
- Ungarn: Nutzung von erbeuteten Exemplaren während des Zweiten Weltkrieges; nach dem Krieg Lizenzfertigung ohne Veränderungen bei FÉG als 48M
- Vietnamesische K50M Vietnam: Modifizierter Lizenzbau als K50M: Laufmantel gekürzt, Korn im AK-Stil, einschiebbare Schulterstütze, Pistolengriff. Trommeln nur selten im Gebrauch, da die Schulterstütze dabei nicht eingeschoben werden kann.